# Vitex cymosa
Vitex cymosa, denominada comúnmente taruma, pechiche o, en Colombia, aceituno es una especie de árbol caducifolio en la familia Lamiaceae. 

## Distribución
Es endémica de Panamá, Antillas Neerlandesas, Venezuela, Brasil, Bolivia, Colombia, Ecuador, Perú, Argentina y Paraguay.
Está amenazada por pérdida de hábitat.

## Descripción
Es un árbol con un tronco con base acanalada, que alcanza 30 m de altura y 80 cm de diámetro en su troco, copa casi esférica, algo achatada, densa, de follaje denso; hojas 

## Dato informativo
El tarumá es el árbol símbolo de la Ciudad de Florencio Varela, Provincia de Buenos Aires, Rep. Argentina.

## Usos
Muy útil para láminas de enchape, y muebles.
La trabajabilidad es fácil de procesar mecánicamente; su preservación es de duramen impermeable, albura permeable, durable. Para el secado de la madera se recomienda un programa moderado de secado artificial, ajustando cuidadosamente los parámetros de la fase de preparación, no presentando defectos importantes. 
Los extractos de sus frutos poseen propiedades antioxidantes.

## Sinonimia
- Jatropha tomentosa Spreng. (1826).
- Vitex discolor Glaz. (1911), nom. nud.
- Vitex cymosa f. albiflora Moldenke (1982).[3]

## Fuente
- World Conservation Monitoring Centre 1998. Vitex keniensis. 2006 IUCN Lista Roja de Especies Amenazadas; bajado 24 de agosto de 2007